# Kouvalainen
Kouvalainen är en liten ö i Finland. Den ligger i sjön Pyhäjärvi och i kommunen Saarijärvi i den ekonomiska regionen  Saarijärvi-Viitasaari och landskapet Mellersta Finland, i den centrala delen av landet, 290 km norr om huvudstaden Helsingfors. Öns area är 4,4 hektar och dess största längd är 440 meter i nord-sydlig riktning.   Det finns naturskyddsområden på  många delar av ön.